# A magyar közoktatási rendszer kritikájának története
Az alábbi oldal a magyar közoktatási rendszert ért kritikákat dolgozza fel történeti sorrendben. A szócikk a magyar felsőoktatást (főiskolák, egyetemek) érintő kritikai észrevételeket nem gyűjti.

## A mai magyar oktatási rendszer alapjai
Magyarországon oktatás már a középkor óta létezik, kötelező jelleggel azonban csak Mária Terézia magyar királynő óta próbálták bevezetni (I. Ratio Educationis rendelet, 1777). A rendeletet akkor még csak a római katolikus egyház fenntartása alá tartozó oktatási intézmények fogadták el, a protestáns (református, evangélikus iskolák) még elméletben sem ismerték el azt. Hasonló kísérletet tett 30 évvel később I. Ferenc magyar király is (II. Ratio Educationis rendelet, 1806). Végül az 1868-as népoktatási törvény keretében valósult meg a kötelező közoktatás, amely 1945-ig 6, azt követően 8 tanévet foglalt magában. Bár többféle típusú iskola létezett és létezik napjainkban is, a kritikák alatt legtöbbször a hagyományos 8 (általános) + 4 (gimnáziumi) rendszert szokták érteni, habár a felsőoktatást is érték már kritikák, súlyosabb gondok.
A magyar oktatási rendszert számos kritika érte fennállása óta. Alább témakörönként, és azon belül kronológiailag nézi át a cikk ezeket.

## Kritikák az oktatási rendszer kötelezőségével kapcsolatban
Magyarországon „az ingyenes oktatáshoz való hozzáférés” nem csak jog, hanem kötelezettség is. Mindezt az Emberi jogok, azon belül a művelődéshez való jog alá számítják.
Habár a kritikák legtöbbször az oktatási rendszer egy-egy részét érintik, előfordul olyan megközelítés is, amely magának az oktatásnak a kötelezőségét vonja kétségbe. Horn György, az Alternatív Közgazdasági Gimnázium iskola igazgatója (1988 óta) 2024. februári interjújában rámutatott, ha tehetné, eltörölné a tankötelezettséget. Ezt a kijelentését korábban már máshol is megemlítette. Egy másik interjúban így fogalmazott: „Nincs olyan, hogy jó iskola, maga a műfaj tévedés.” Máshol: az iskola „eredendően szörnyű hely, egy erőszakszervezet.”

## Kritikák az oktatási rendszer egyes részeivel kapcsolatban

### A magyar oktatási rendszerben szabályszerűen benne lévő elemek
Lax Lajos 1910 körül megjelent, A boldogulás – Tapasztalati bölcsészet című könyvében a magyar oktatási rendszer egészét támadta számos pontban.
Vekerdy Tamás, pszichológus, aki könyveiben már az 1960-as évektől foglalkozott nevelési kérdésekkel, halála előtti egyik utolsó interjújában egyenesen „nemzetpusztító”-nak nevezte a magyar oktatási rendszer, amely szerinte írtja a kreativitást és a kritikai érzéket, nem differenciál a tanulók között, rabszolgákat nevel, túlterheltté teszi diákokat, és az életben nem hasznosítható, felesleges ismeretek sorát kényszeríti bemagoltatni velük. Egy másik interjújában hasonló gondolatokat pedzegetett. Ismét máshol így nyilatkozott: „Egy 1940-es, piarista órarend szerint a gyereknek maximum 5 órája lehet egy nap, ma van nulladik óra, és hetedik, és nyolcadik is. Ki az a barom, aki ezt kitalálta?”. Támadta a központosítást (centralizációs), valamint azt is, hogy „a gyerek legyen egész nap az iskolában”. Utóbbiak meghonosításáért szerinte az 1950-es években Rákosi Mátyást terheli a felelősség.
Radó Péter oktatáskutató kifejezetten a 2010 utáni, a második Orbán-kormányhoz, és az azt követőkhöz köthető oktatási gondoknak szentelt több tanulmányában helyet. Ő többek között nem az oktatás kötelezőségét, hanem pont az oktatási évek csökkentését kritizálta, de bajnak nevezte a szegény gyerekek oktatási esélyeinek csökkenését, a teljesítményromlást, és a funkcionális analfabetizmust is. Úgy látja: „A magyar közoktatás jelenlegi legnagyobb problémái közül egyiket sem a Fidesz hozta létre, viszont a kormány mindegyiket kivétel nélkül súlyosbította.”
Problémákkal telítettnek látja a magyar oktatási rendszer Gyurcsány Ferenc, Magyarország korábbi miniszterelnöke is. Nem kevesebbet állít, mint hogy „nyavalyáink egyik legfájóbbika a magyar iskola”.”
Egyéb területeket ért kritikák:
- Osztályozás. Horn a fentieken túl külön támadta az osztályozás rendszerét.[6]
- Tehetségek kiválasztása. Herskovits Mária szerint az oktatási rendszerben tevékenykedő tanárok hajlamosak az abba többé-kevésbé beilleszkedni képes gyerekeket megnevezni tehetségként (habár nem is feltétlenül valódi tehetségek).[16]
- Versenyeztetés. Az egyes iskolák tantervei az eredményes tehetséggondozást a tanulmányi versenyeken való, eredményt is elérő részvétellel azonosítja, habár az újabb kutatások nem feltétlenül támasztják alá ezt. Herskovits úgy látja: „a tudás- és teljesítmény centrikusság helyett a hangsúlyt a gondolkodás- és kreativitásfejlesztésre, a szociális készségek fejlesztésére kellene helyezni, a teljesítmény- és rivalizálási kényszerrel szemben olyan alternatívákat nyújtani, amely a tehetséges gyerekek sokoldalú fejlődését szolgálja.”[16] Mások az egyenlőtlen kiindulópontok miatti csalódást, a kiegyensúlyozatlan versenyhelyzeteket, a szorongástkeltő szituációkat emelik ki – és elképzelhetőnek tartják azt is, hogy „a verseny az emberek legrosszabb énjét hozhatja elő: az erőszakosságot, arroganciát, irigységet és rosszindulatot.”[17]
- Teljesítménykényszer és túlterheltség. Herskovits (és előbb Vekerdy) fenti megjegyzése mellett egyes felmérések is igen súlyos problémának tekintik, néhol akár 1. helyen is lehet az egyes gyerekeket érő stresszforrások listáján a gyerekek beszámolói szerint.[18] A kérdéskört már klinikai szakpszichológus is vizsgálta a Semmelweiss Egyetemről.[19]
- Napi testnevelés. Igen sok kritika érte a 2013-ban bevezetett[20] kötelező napi testnevelés kérdéskörét is, nem csak oktatásszakértők részéről.[21][22] (Annak idején felmerült a kötelező egyetemi/főiskolai testnevelés terve is.)[23]
- Iskolai Közösségi Szolgálat. Az előzőhöz hasonlóan növelték a diákok és a tanárok terheit a 2016-tól kötelező Iskola Közösségi Szolgálat elrendelése.[24]
- Mobiltelefonelvétel. Kritikával illették a 2024-es új kormányrendelet is,[25] amely megtiltotta az iskolai mobiltelefon-használatot a diákok számára. (Korábban is elterjedtek voltak a különböző, mobiltelefont érintő szabályozások, azonban ezeket az iskolák saját házirendjükben szabályozhatták.)[26] Nem tartotta be a rendeletben foglaltakat a budapesti Madách Imre Gimnázium igazgatója, aki tettéért az igazgatói szék elvételével lakolt.[27] A volt igazgató mellett diákok is tüntettek.[28]

Más kritikák kiemelik: „a jelenlegi oktatás megfosztja áldozatait a gyermekkoruktól, pusztítja a kíváncsiságukat és a kreativitásukat, hatékonyan hátráltatja az önálló személyiség kifejlődését, az állandó stressz és szorongás állapotában tartja a diákokat, teljesíthetetlen elvárások elé állítva őket.” Megszégyeníti a gyerekeket, központi eleme a szánkérés, megöli a tanulásvágyat, rombolja az önbizalmat, tévedéstől rettegéshez, akár neurózishoz is vezethet.

### A magyar oktatási rendszerbennemszabályszerűen benne lévő elemek
Sok problémát találnak az kutatók és a laikusok a magyar oktatási rendszerben nem szabályai szerint benne lévő, hanem idővel kialakult / időről-időre fellépő, járulékos – és gyakran előforduló – elemek tekintetében is. Ilyenek például:
- egyes tanárok erőszakossága
- iskolai zaklatások, öngyilkosság
- iskolai kábítószer-használat
- iskolai szegregáció

## Oktatáskritikus hangok a magyar szépirodalomban
- Karinthy Frigyes: Tanár úr kérem (1916)
- Ottlik Géza: Iskola a határon (1959)
- Szabó Magda: Abigél (1970)

## További irodalom
- Vekerdy Tamás: Felnőttek és gyerekek. Mit akarunk egymástól? Pszichológiai írások, Saxum Bt., Budapest, ISBN 963-7168-59-1
- Klein Sándor – Soponyai Dóra: A tanulás szabadsága Magyarországon. Alternatív pedagógiai irányzatok, iskolák, tanárok, tantárgyak, Edge 2000 Kft., Budapest, 2011, ISBN 9789639760158
- Radó Péter: Közoktatás és politika – Magyarország 2010–2022, Noran Libro Kiadó, Budapest, 2022, ISBN 9789635174218

## További internetes cikkek
- https://3160.blog.hu/2021/10/28/10_ok_amiert_az_iskola_tonkretesz_minket_636
- https://konyvesmagazin.hu/nagy/az_iskola_olyan_mint_a_totalis_diktatura_de_legalabb_jokat_lehet_rohogni.html
- https://index.hu/belfold/2025/02/13/hipot-ivott-kislany-mohacs-csufoltak-iskola/?token=949d73933f54e7406574df25f5b08faf
- https://3.kerulet.ittlakunk.hu/bunesetek/230310/megrazo-egy-12-eves-kislany-lett-ongyilkos-iskolai-bantalmazas-lehetett-az-oka
- https://3.kerulet.ittlakunk.hu/suli-ovi/191204/ongyilkos-lett-egy-obudai-diak-kiugrott-negyedikrol
- https://kronika.hu/cikk/versenyeztetes-helyett-elmenyekkel-a-kozos-celokert/
- https://www.iskolakultura.hu/index.php/iskolakultura/article/view/43925
- https://unicef.hu/bullying
- https://24.hu/belfold/2018/09/06/unicef-gyermekbantalmazas-magyarorszag/
- https://magyarjelen.hu/iskolai-bantalmazasok-duro-dora-hianyolja-a-szankciokat-kerdest-nyujtott-be-pinternek/
- https://wmn.hu/wmn-life/60810-minden-masodik-magyar-felnott-tud-olyan-gyerekrol-a-kornyezeteben-akit-bantottak-az-iskolaban

## Videófelvételek
- https://www.youtube.com/watch?v=EEl7Dn4la-U